# Hippolais polyglotta
Il canapino (Hippolais polyglotta Vieillot, 1817) è un uccello passeriforme della famiglia Acrocephalidae.

## Distribuzione e habitat
È possibile osservare il canapino in Europa ed Africa occidentale; questo uccello nidifica in tutta Italia ad esclusione delle isole principali, Sardegna e Sicilia. I suoi habitat preferiti sono gli ambienti aperti, anche antropizzati.

## Biologia

### Riproduzione

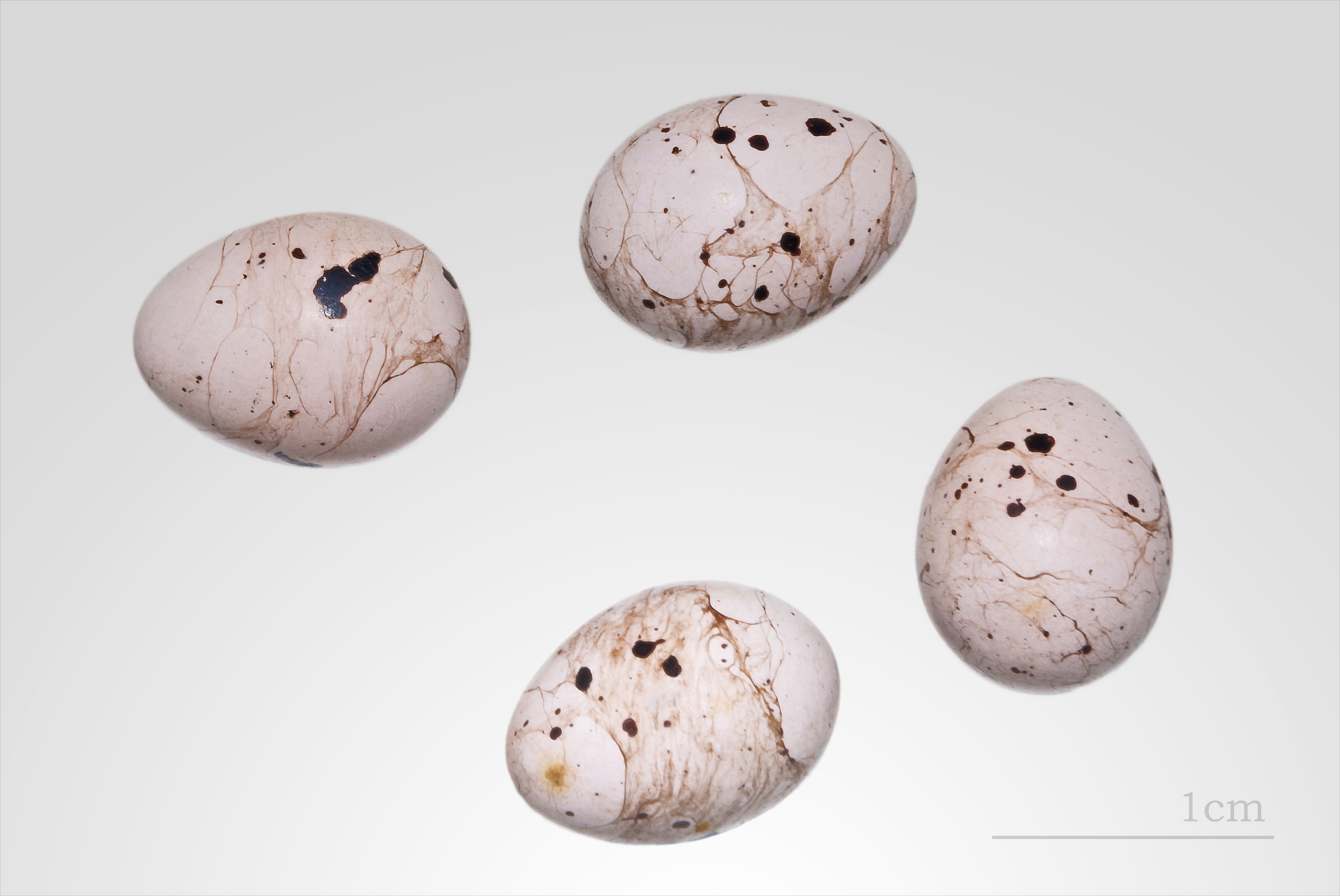
Hippolais polyglotta

Nidifica in primavera inoltrata.